# John Negroponte

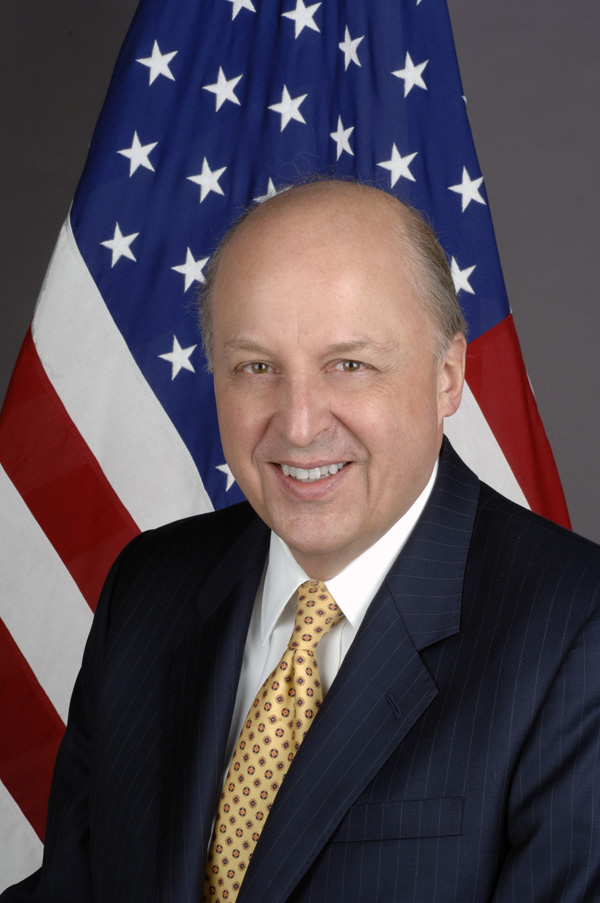

John Dimitri Negroponte (Londres, 21 de julho de 1939) é um diplomata norte-americano de origem grega. É irmão de Nicholas Negroponte.
Tornou-se diplomata depois de terminar os estudos na Universidade de Yale, na década de 1960, sendo membro da sociedade secreta Skull & Bones.
Ingressa na CIA sendo enviado para o Vietname, ficando a cargo do Programa Phoenix. Foi conselheiro político em Saigão em 1964. De 1971 a 1973, Negroponte foi o oficial a cargo do Conselho de Segurança Nacional (CSN) para a secção encarregada do Vietname. Participa por outro lado nas negociações dos acordos de Paris em 1973 juntamente com Henry A. Kissinger.

## América Latina
Foi embaixador nas Honduras, onde adotou 5 crianças, no final da década de 1970 e início da década de 1980, durante a guerra civil da Nicarágua. No final da década de 1980 tornou-se o embaixador dos Estados Unidos no México.
Durante a década de 1970 e a década de 1980, era objeto de muita controvérsia, devido às suas atividades na América Latina, e pelo seu envolvimento na Nicarágua, já que dirigia as operações dos "Contras" a partir do seu posto de embaixador nas Honduras, armando, equipando e treinando os Contras com a ajuda de Otto Reich, um funcionário do Departamento de Estado dos Estados Unidos. Atribui-se a Negroponte um nebuloso papel no Chile, onde colaborou com Kissinger na organização da Operação Condor.

## Nações Unidas
Imediatamente após os atentados de 11 de setembro de 2001 foi nomeado por George W. Bush como Representante Permanente junto das Nações Unidas, e mais tarde embaixador no Iraque, em abril de 2004, depois da queda de Saddam Hussein. Em 17 de fevereiro de 2005 foi nomeado para o novo cargo denominado Director of National Intelligence (DNI) pelo Presidente Bush, com a missão oficial de evitar novos erros dos serviços secretos, como as falhas de segurança de 11 de setembro de 2001 e os erros de análise sobre o Iraque. Em 21 de abril de 2005 a sua nomeação para dirigir o DNI foi aprovada por quase unanimidade do Senado, por 98 votos contra 2.
Entre outras atividades, foi nomeado pelo Congresso da União do México como persona non grata. Ficou famoso por "armar guerras" em períodos de instabilidade de vários países e pela formação de guerrilhas internas e promoção de golpes de estado.